# Chiesa di San Bartolomeo (Luras)
La chiesa di San Bartolomeo è una chiesa campestre ubicata in territorio di Luras, centro abitato della Sardegna settentrionale.
Consacrata al culto cattolico, fa parte della parrocchia di Nostra Signora del Rosario, diocesi di Tempio-Ampurias.
La chiesa è situata a poche decine di metri da alcuni olivastri millenari uno dei quali vecchio di 3/4000 anni è considerato il più antico albero d'Italia e tra i più longevi in Europa.

## Altri progetti

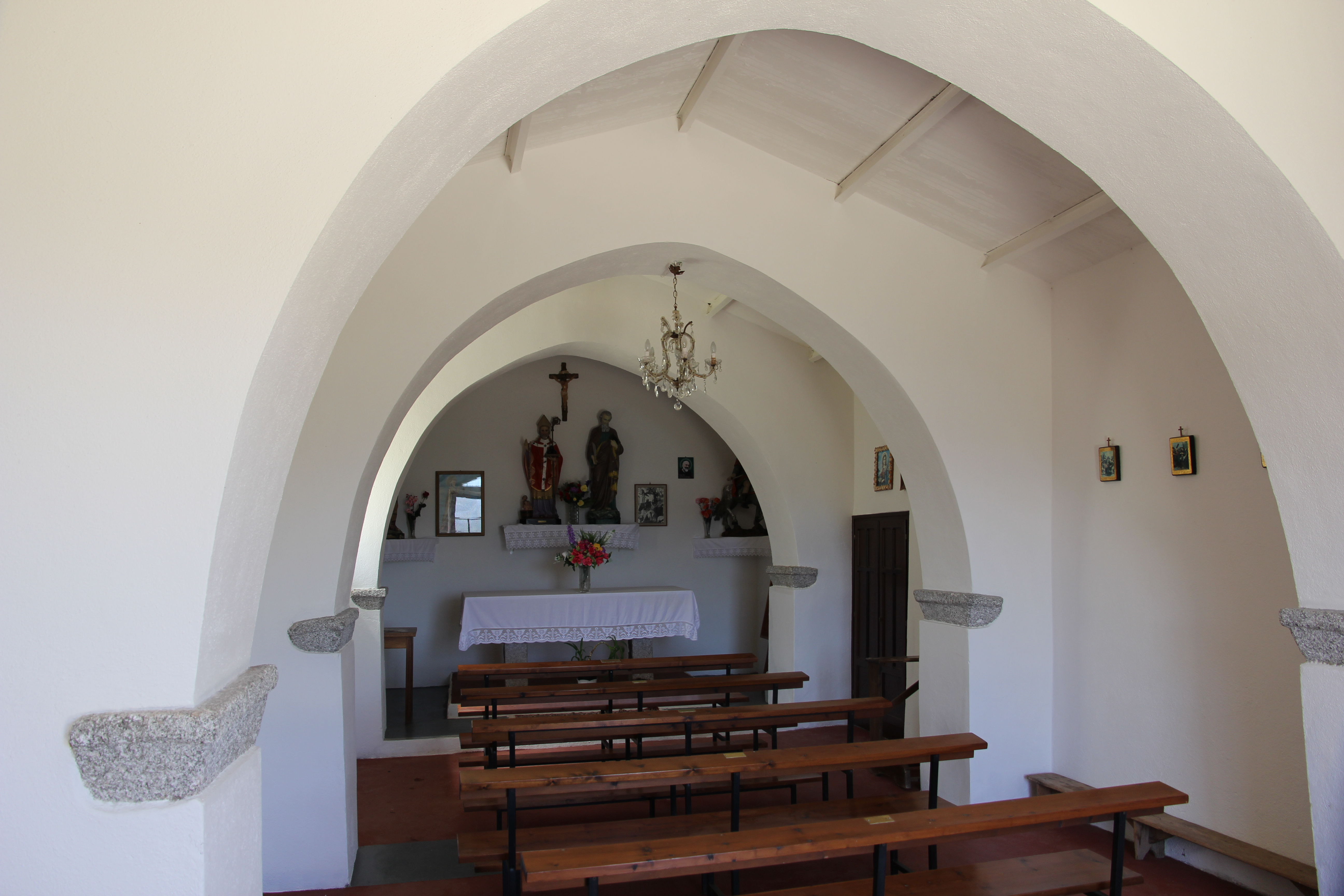
L'interno